# Stroma (biologia)

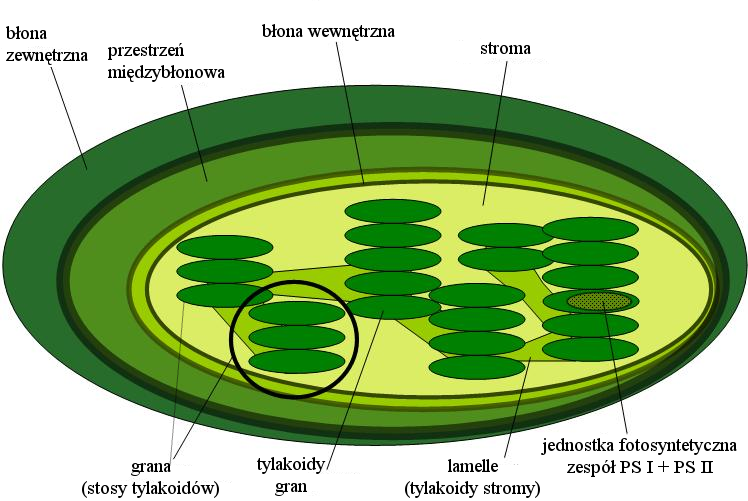
Budowa chloroplastu. Obszar najjaśniejszy to stroma

Stroma – płynne wnętrze plastydów otoczone dwiema błonami. W stromie chloroplastów zachodzi cykl Calvina.
W stromie zawieszone są: kolista cząsteczka DNA, plastoglobule, ziarna skrobi, krystaliczne lub bezpostaciowe wtręty fitoferrytyny, rybosomy, które biorą udział w produkcji białek. Są one jednak mniejsze od rybosomów znajdujących się w cytoplazmie. Chloroplastowe  rybosomy maja stałą sedymentacji 70S, podobnie jak rybosomy mitochondrialne, a ich pochodzenie tłumaczy teoria endosymbiozy.